# ビシアノース
ビシアノース (Vicianose，6-O-α-L-arabinopyranosyl-D-glucopyranose) は、D-グルコースとL-アラビノースからなる二糖である。
ビシアニンは、ビシアノースを含む青酸二糖である。ビシアニン β-グルコシダーゼは、(R)-ビシアニンと水から、ビシアノースとマンデロニトリルを生成する。
ガマズミ属のViburnum dentatumの果実は青色に見える。主要な色素の1つは、シアニジン 3-ビシアノシドであるが、混合物は非常に複雑な組成である。